# Acalyptris tenuijuxtus
Acalyptris tenuijuxtus là một loài bướm đêm thuộc họ Nepticulidae. Nó được tìm thấy ở Florida Keys.
Chiều dài cánh trước là 1.4-1.6 mm. Con trưởng thành bay từ đầu tháng 10 đến cuối tháng 11.